# Città della Costa d'Avorio
Lista delle città della Costa d'Avorio.

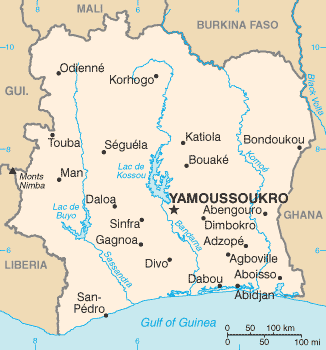
Mappa della Costa d'Avorio

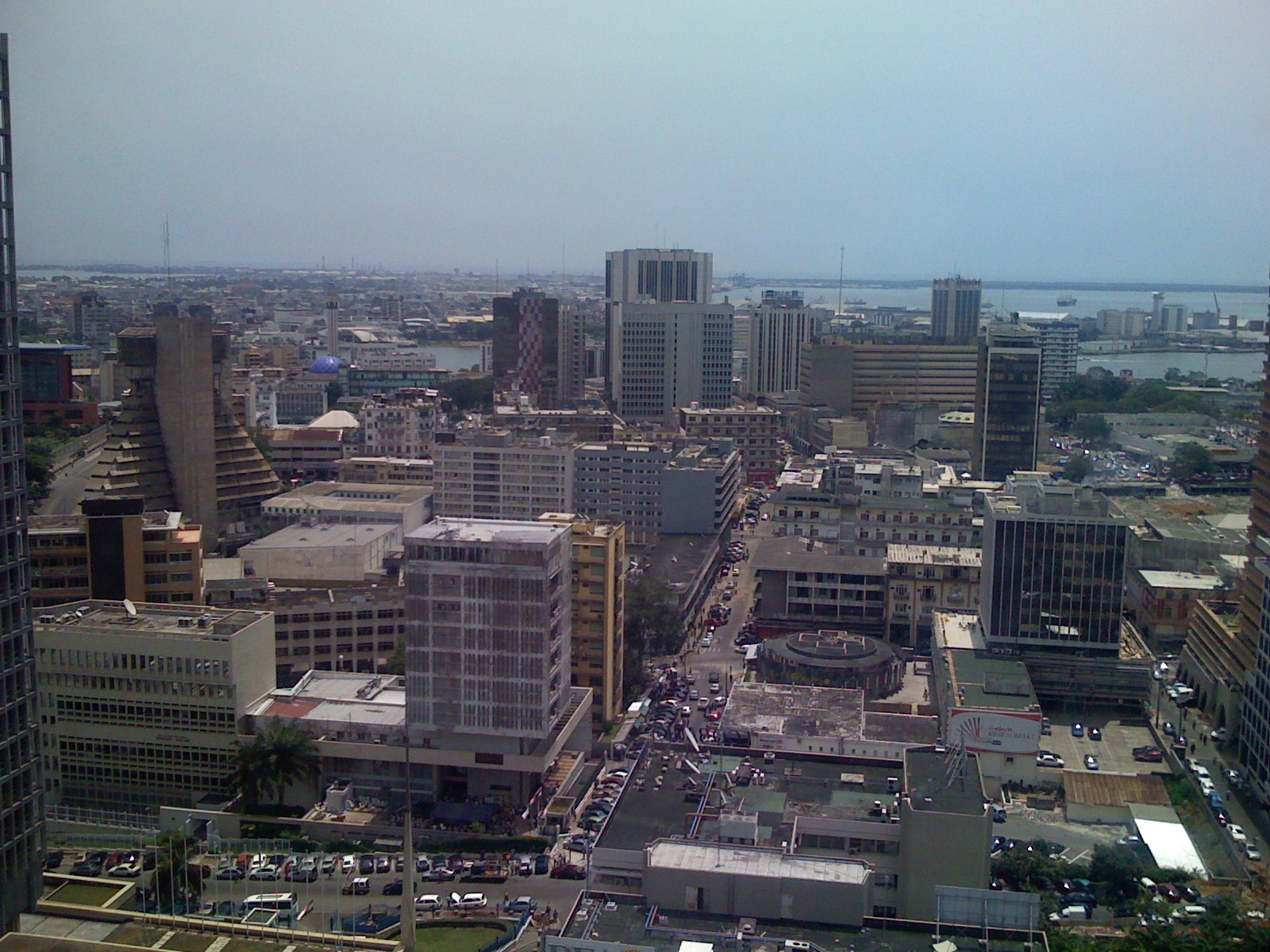
Abidjan

## Lista
Lista delle principali città della Costa d'Avorio in ordine alfabetico.
- Abengourou
- Abidjan
- Aboisso
- Adzopé
- Agboville
- Anyama
- Biankouma
- Bingerville
- Bondoukou
- Bouaflé
- Bouaké
- Bouna
- Boundiali
- Bugu
- Dabakala
- Dabou
- Daloa
- Danané
- Dimbokro
- Divo
- Ferkessédougou
- Gagnoa
- Grand Bassam
- Grand Lahou
- Jacqueville
- Katiola
- Kong
- Korhogo
- Kouto
- Man
- Marahoué
- Odienné
- Oumé
- Ouragahio
- Port Bouet
- San-Pédro
- Sassandra
- Séguéla
- Sinfra
- Soubré
- Tiagba
- Touba
- Yamoussoukro